# Giovanni Antonio Vanoni
Giovanni Antonio Vanoni (Aurigeno, 26 febbraio 1810 – Aurigeno, 29 ottobre 1886) è stato un pittore svizzero.

## Biografia
Figlio di Tommaso e Margherita Maggetti, contadini di Aurigeno, nacque nel comune nel 1810. Si appassionò presto all'arte pittorica e si recò a Milano per seguire un pittore decoratore che era capitato ad Aurigeno per dipingere una cappella. Durante il soggiorno, che durò diversi anni, apprese i rudimenti del mestiere. Inoltre poté recarsi nella Savoia e a Genova.
Nel 1834, appena ebbe un po' di soldi, si recò a Roma per tre anni per studiare le opere dei grandi maestri.
Nel 1837 si sposò con Caterina Vanoni (sua cugina) dalla quale ebbe 10 figli. In seguito al matrimonio uscì dalla Svizzera solamente per andare a Parigi nel 1860 per mostrare al figlio l'ambiente artistico parigino.
Si occupò anche della vita pubblica di Aurigeno, di cui fu anche sindaco. Oltre alla decorazione di numerose cappelle in Valle Maggia e in Val Verzasca, si occupò degli affreschi nella parrocchiale di Aurigeno e della Collegiata di Muralto. Giovanni Antonio eseguì anche dipinti ad olio raffiguranti personaggi dell'epoca e numerosi ex-voto conservati nella chiesa di S. Maria delle Grazie a Maggia e nel santuario della Madonna del Sasso ad Orselina.
Morì nel 1886 e sulla sua tomba si può leggere: «Sotto questo vessillo giace la salma di Giovanni Antonio Vanoni nato li 26 febbraio 1810 uomo di fede antica marito affezionato padre amoroso cittadino integerrimo pittore valente e religioso morì li 29 ottobre 1886. I figli dolenti posero questa lapide pregando eterno riposo al caro estinto.»

## Opere
- Bosco Gurin, 1835, Cappella di San Rocco: Incoronazione della Vergine, Santissima Trinità, Evangelisti e Santi.
- Intragna, 1844, Oratorio della Beata Vergine del Riposo: ritocco degli affreschi Madonna del latte, Sant'Antonio da Padova e San Rocco.
- Avegno, 1844, Oratorio della Madonna del Rosario: pala d'altare Madonna, San Domenico e Santa Caterina da Siena.
- Locarno, 1850 circa, Palazzo Rusca-Bellerio: decorazioni.
- Locarno, 1850 circa, via Cittadella n. 20, decorazioni in una casa privata.
- Moghegno, 1851 circa, Oratorio di Santa Maria Annunziata, dipinti e decorazioni.
- Brontallo, 1851 circa, chiesa di San Giorgio, volta del coro e affreschi San Giorgio ed Evangelisti.
- Maggia, 1852-1856 circa, chiesa della Madonna delle Grazie, diversi oggetti ex voto.
- Muralto, 1857, Collegiata di San Vittore, affreschi nell'abside.
- Aurigeno, 1858, chiesa di San Bartolomeo, dipinto Figura del santo titolare.
- Orselina, 1859, chiesa di San Bernardo di Chiaravalle, Annunciazione e Immacolata Concezione.
- Intragna, 1859, chiesa di San Gottardo, decorazioni delle volte.
- Losone-Mondrigo, 1860, San Rocco (Mondrigo), chiesa di San Rocco, affreschi del coro e di una cappella.
- Losone, San Giorgio, 1860, affresco in una casa privata.
- Minusio, Rivapiana, 1861 circa, affresco nella sagrestia.
- Orselina, 1863, Strada della Valle, affresco in un'edicola votiva.
- Tenero-Contra, Contra, 1863, chiesa di San Bernardo di Chiaravalle, decorazioni degli interni.
- Coglio, 1866, chiesa parrocchiale di Santa Maria del Carmelo, affreschi in una cappella.
- Cevio, Cevio Piazza, Oratorio della Madonna del Buon Consiglio, affresco Madonna del Buon Consiglio e i Santi Tommaso  e Luigi Gonzaga;
- Broglio, Rima, 1866-1882, affreschi in quattro cappelle votive.
- Locarno, 1870 circa, Palazzo Morettini, decorazioni del soffitto del salone d'onore.
- Gordevio, 1871 circa, cimitero, affreschi nella cappella.
- Contone, 1872, Chiesa di San Giovanni Battista, San Nicola di Bari (olio su tela).
- Borgnone, 1873 circa, chiesa di Santa Maria Assunta, pala d'altare di una cappella.
- Brione sopra Minusio, 1874, chiesa di Santa Maria Lauretana, decorazione degli interni.
- Cavigliano, 1875, chiesa di San Michele, decorazione degli interni.
- Ascona, 1877, chiesa di Santa Maria della Misericordia, dipinti e pala d'altare nella cappella di San Carlo Borromeo.
- Locarno, 1880, Casa Mariotti, decorazione degli interni.
- Loco, 1880, chiesa di San Remigio, San Giuseppe e Gesù (olio su tela).

### Opere di attribuzione incerta
- Russo, 1886, chiesa di Santa Maria Assunta, Immacolata concezione.